# François du Bec Crespin
René François Nicolas du Bec Crespin (alias François Aimé René; * 1621; † 3. September 1688 in Paris) war ein französischer Adliger, Militär und Höfling aus dem Haus Crespin.
Er war Chevalier, Marquis de Vardes, Comte de Moret, Baron de La Brosse, Seigneur de Tibivilliers, Montelle et Montmorin. In seiner militärischen Laufbahn erreichte er den Rang eines Lieutenant-général des Armées du Roi, ist heute aber vor allem wegen seiner Rolle bei der Aufdeckung der Beziehung Ludwigs XIV. zu Louise de La Vallière bekannt.

## Leben
Als Sohn von René II. Crespin du Bec, Marquis de Vardes († nach 1636), und Jacqueline de Bueil († 1651), ist er der Halbbruder von Antoine de Bourbon, comte de Moret (* 1607; † 1632), der aus der Beziehung seiner Mutter mit König Heinrich IV. geboren wurde. Sein Bruder war Antoine du Bec, Comte de Moret und ebenfalls Lieutenant-général (um 1623–1658).

### Französisch-Spanischer Krieg
François du Bec-Crespin wurde nach dem Rücktritt des Grafen d’Estrées am 19. Juni 1646 zum Mestre de camp eines Regiments seines Namens ernannt. Im selben Jahr diente er bei den Belagerungen und der Einnahme von Kortrijk (15.–28. Juni 1646), Bergues (27. Juli–1. August), Fort Mardyck (4.–24. August) und Dünkirchen (7. September–11. Oktober). Er wurde bei der Rettung von Landrecies, der Belagerung von La Bassée und der Einnahme von Lens (3. Oktober) im Jahr 1647 und der Belagerung und Einnahme von Ypern im April 1648 eingesetzt. Am 9. Juni erhielt er das Amt des Mestre de camp lieutenant des Infanterieregiments von Orléans, das durch den Tod des Marquis de Vieuxpont († 24. Mai 1648), der bei dieser Belagerung gefallen war, frei geworden war. Er behielt jedoch sein Infanterieregiment, kämpfte in der Schlacht bei Lens (20. August 1648) und war bei der Belagerung und Eroberung von Veurne dabei.

### Fronde
Er wurde am 16. Januar 1649 zum Maréchal de camp ernannt und dann in der Armee der Umgebung von Paris eingesetzt. Er war beim Angriff auf Charenton-le-Pont (8. Februar 1649) und bei der Einnahme von Brie-Comte-Robert (26. Februar 1649) dabei. Danach marschierte er im Jahr 1650 unter dem Comte d’Harcourt zur Unterstützung von Cambrai, zur Belagerung und Einnahme von Condé, zur Unterstützung von Guise, zur Einnahme von Rethel und zur Schlacht bei Rethel (15. Dezember). Er schied im April 1651 aus dem Régiment d‘Orléans aus, diente 1652 unter dem Marschall Turenne, war in der Schlacht bei Étampes (4. Mai 1652), diente bei der Belagerung dieses Ortes (27. Mai–7. Juni 1652) und wurde dort verwundet. Er war auch in der Schlacht im Faubourg Saint-Antoine (2. Juli 1652) und bei der Belagerung von Rethel im Jahr 1653 dabei und zeichnete sich bei der Niederlage der Spanier bei Rocchetta Tanaro (23. September 1653) im Piemont aus.

### Aufstand der Schnitter
Im August 1654 schloss er sich der Katalonienarmee an und diente bei der Belagerung von Puigcerda (Oktober 1654). Nach dem Tod des Marquis de Montmège wurde er am 15. März 1655 zum Capitaine-colonel der Kompanie der Cent Suisses der Leibgarde des Königs ernannt. Er diente weiterhin in Katalonien und nahm an der Eroberung von Cadaqués teil, sowie an der von Castillon und Cadagnes.
Nach dem Pyrenäenfrieden (7. November 1659) und dem Tod des Herzogs von Orléans (2. Februar 1660) wurde ihm am 1. April 1660 das Gouvernement von Aigues Mortes übertragen. Sein Infanterieregiment wurde am 20. Juli des folgenden Jahres aufgelöst. Am 31. Dezember 1661 wurde er zum Ritter im Orden vom Heiligen Geist ernannt.

### Die Intrige um Louise de La Valliére
Der Marquis de Vardes war ein enger Vertrauter sowohl von Olympia Mancini, der Gräfin von Soissons, einer Nichte des Kardinals Mazarin, als auch des Königs Ludwig XIV. Er war einer der Autoren der „Lettre espagnole“, die der Königin Marie-Thérèse d’Autriche die Beziehung des Königs zu Louise de La Vallière aufdecken sollte. Den König wiederum täuschte er, als er zu dieser Intrige den Verdacht von Olympia Mancini, der Surintendante der Königin, weg auf Philippe II. de Montaut-Bénac, den Herzog von Navailles, vor allem aber dessen Ehefrau Suzanne lenkte, die als Première dame d’honneur die Abwesenheitsvertreterin Manicinis war, woraufhin die Herzogin im Juni 1664 ihr Amt verlor, und der Herzog das Gouvernement von Le Havre und seine Pensionen. Als der König die Wahrheit herausfand, fielen nun ihrerseits Olympia Mancini und der Marquis de Vardes (im Februar 1665) in Ungnade, während Louis de La Vallière den Gipfel ihres gesellschaftlichen Aufstiegs erreichte.
Auf Befehls Ludwigs XIV. wurde der Marquis de Vardes erst in die Bastille gesperrt, dann in die Zitadelle von Montpellier überführt, einige Monate später wieder freigelassen, allerdings 1683 in sein Gouvernement (Aigues-Mortes) verbannt.
Im Januar 1679 gab der Marquis die Kompanie der Cent Suisses auf. Am 3. September 1688 starb er in Paris im Alter von 67 Jahren und wurde im Noviziat der Rue du Bac des Jakobinerklosters in Paris bestattet. Das Grabmal übernahm 1795 das Musée des Monuments français, um es vor der Zerstörung zu retten.

### Der Marquis de Vardes als Liebhaber
Der Marquis de La Fare (1644–1712), der den Marquis de Vardes persönlich kannte, schreibt in seine Memoiren zu der Zeit um 1663: „Er war nicht mehr in der ersten Jugend; aber er war durch seinen Geist, durch seine anzüglichen Manieren und sogar durch seine Gestalt noch liebenswerter als alle jungen Männer.“
Der Marquis de Vardes war nicht nur der Liebhaber der Comtesse de Soissons, sondern u. a. von: Diane Chasteigner (1643); Anne-Elisabeth de Lannoy, Duchesse d’Elbeuf (1653); Charlotte-Marie de Daillon, Duchesse de Roquelaure (1654); Anna Maria Martinozzi, Princesse de Conti (1655); Henrietta Anne Stuart, Duchesse d’Orléans (1662) und Louise de Saint-Bonnet (1671) – letztere in seinem südfranzösischen Exil.

## Ehe und Familie
François du Bec Crespin heiratete am 6. Mai 1654 Catherine Nicolaÿ († 28. Juni 1661), Tochter von Antoine Nicolaÿ II., Marquis de Goussainville, Premier Président de la Chambre des comptes († 1656), und Anne-Marie Amelot. Das einzige Kind dieser Ehe war Catherine Marie Elisabeth (* 4. April 1661; † 27. März 1743), die am 18. Juli 1678 auf Schloss Saint-Cloud Louis de Rohan-Chabot, Duc de Rohan (* 3. November 1652; † 17./18. August 1717) heiratete und dadurch Duchesse de Rohan wurde.